# Mohéli
Mohéli (Mwali în shikomori) este o insulă autonomă din Oceanul Indian, în cadrul statului Comore. Capitala sa este orașul Fomboni.

Harta insulei Mohéli